# Куртя (Тіміш)
Куртя (рум. Curtea) — село у повіті Тіміш в Румунії. Входить до складу комуни Куртя.
Село розташоване на відстані 335 км на північний захід від Бухареста, 83 км на схід від Тімішоари, 144 км на південний захід від Клуж-Напоки.

## Населення
За даними перепису населення 2002 року у селі проживали 699 осіб, з них 693 особи (99,1%) румунів. Рідною мовою 694 особи (99,3%) назвали румунську.